# Francis Long

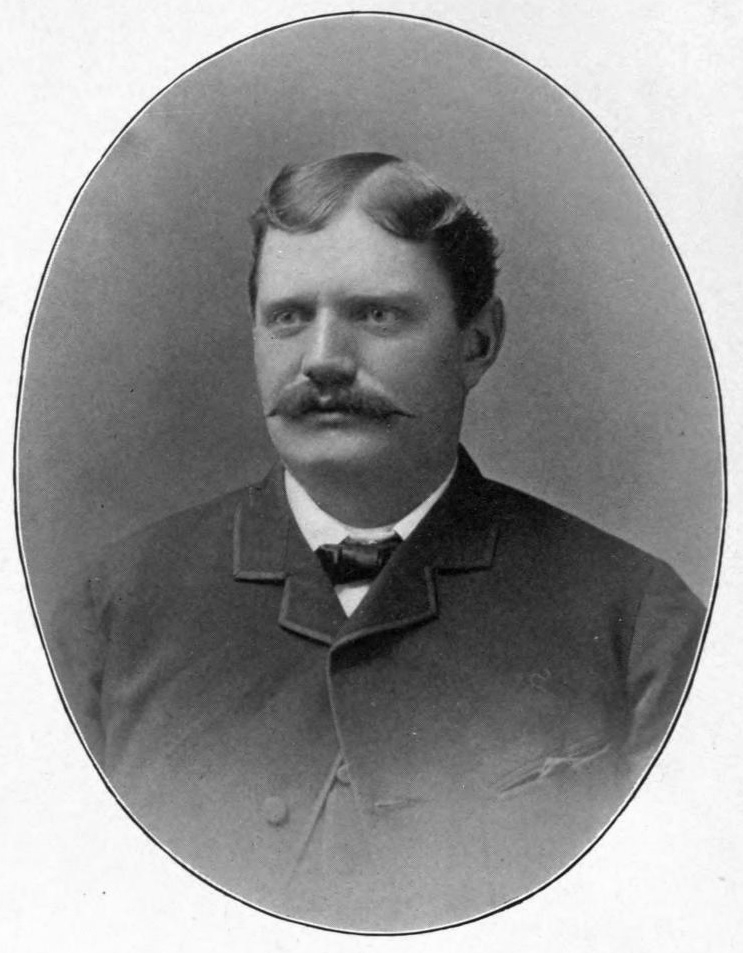
Francis Long (1902)

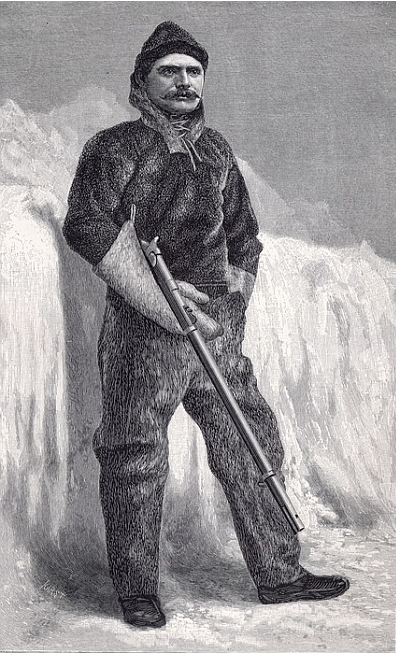
Francis Long als Jäger, Illustration in Greelys Buch Three Years of Arctic Service (1886)

Francis Joseph Long (* 9. Juni 1852 als Franz Joseph Lang in Böhmenkirch; † 8. Juni 1916 in Brooklyn) war ein deutsch-amerikanischer Polarforscher und Meteorologe. Er nahm zwischen 1881 und 1905 an drei US-amerikanischen Expeditionen in die Arktis teil. Der Anthropologe Peter J. Capelotti nannte ihn den „wohl erfahrensten Fachmann für die Arktis – vielleicht mit der Ausnahme Charles Francis Halls – in der gesamten Geschichte der amerikanischen Polarforschung“.

## Leben
Francis Long verbrachte seine ersten 17 Lebensjahre als Franz Joseph Lang im Königreich Württemberg. Er emigrierte in die Vereinigten Staaten und trat am 27. Juni 1873 für fünf Jahre in das 2. Kavallerieregiment in Fort Ellis, Montana, ein. Er war in den Indianerkriegen als Scout und Meldegänger eingesetzt und entging 1876 dem Tod in der Schlacht am Little Big Horn nur dadurch, dass General Custer ihn mit einer Nachricht zu Major Marcus Reno (1834–1889) geschickt hatte, um Verstärkung anzufordern.
Als er seinen Dienst 1878 abgeleistet hatte, trat er in das 9. Infanterieregiment in Omaha, Nebraska, ein. Er meldete sich 1881 für die von Leutnant Adolphus Greely geführte Expedition zur Lady Franklin Bay im Norden von Ellesmere Island, den wichtigsten US-amerikanischen Beitrag zum Ersten Internationalen Polarjahr. Die Expedition war zunächst erfolgreich. Leutnant James B. Lockwood kartierte einen großen Teil der nordwestlichen Küste Grönlands und stellte einen neuen Rekord auf, als er die geographische Breite von 83° 24′ Nord erreichte. Als jedoch sowohl 1882 als auch 1883 das Versorgungsschiff ausblieb, gerieten die Männer in eine gefährliche Notlage. Auf dem Rückzug nach Süden starben 19 der 25 ausgezehrten Expeditionsteilnehmer. Francis Long war als Koch tätig und erwies sich als der erfolgreichste Jäger. Als die letzten Überlebenden schließlich im Juni 1884 am Kap Sabine auf Pim Island gerettet wurde, war er derjenige, dem es trotz seiner Entkräftung gelang, auf einen Hügel zu steigen und die Flagge aufzurichten, durch die sie schließlich entdeckt wurden.

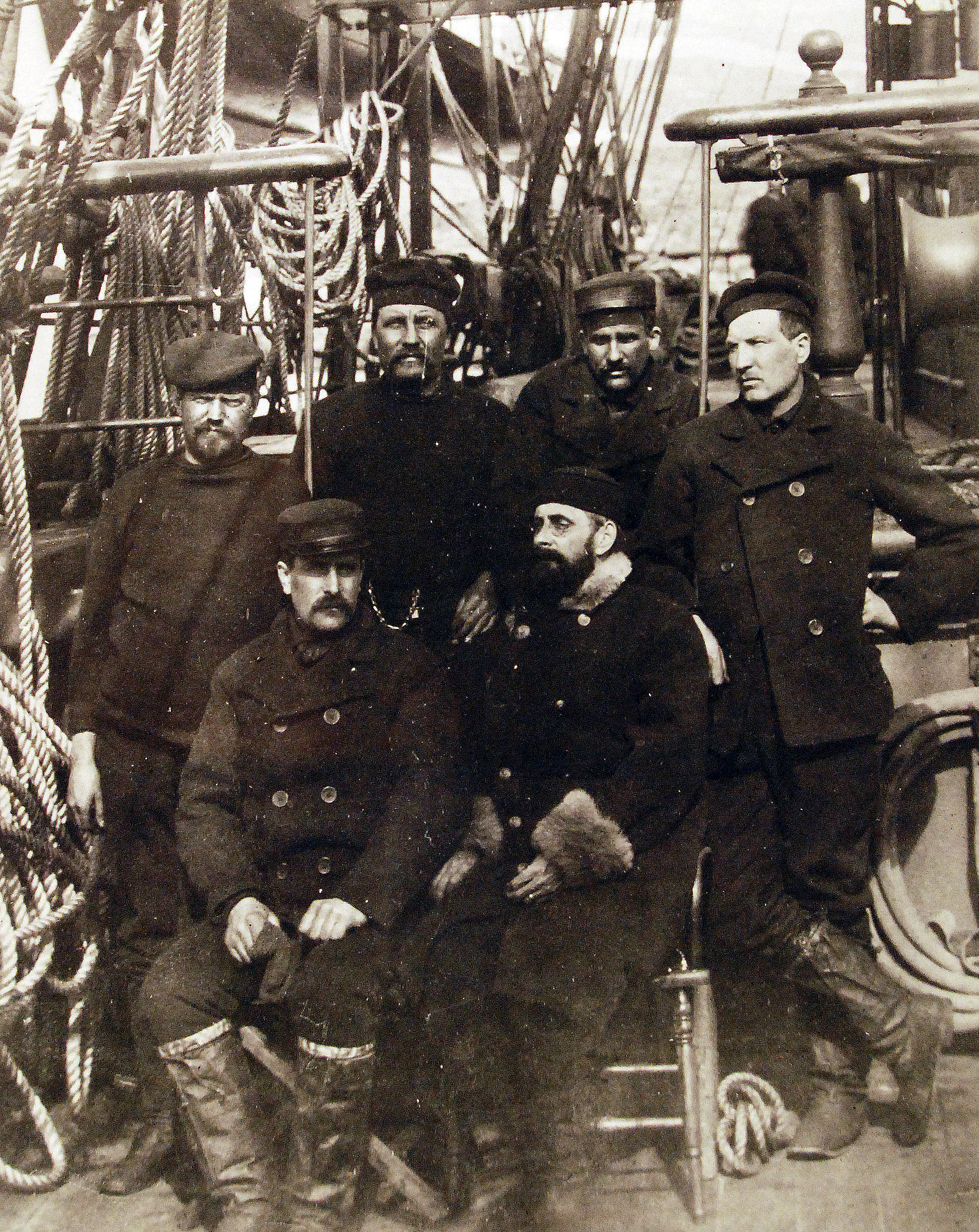
Francis Long (1. von links) mit den anderen Überlebenden der Lady-Franklin-Bay-Expedition

Nach seiner Rückkehr aus der Arktis wurde Long zum Fernmeldecorps der US-Army versetzt, wo er bis zum 30. Juni 1891 blieb. Dann wurde er im Rahmen einer Reduzierung der Mannschaftsstärke im Rang eines Sergeants entlassen. Er arbeitete anschließend als Beobachter im Weather Bureau, dem nationalen Wetterdienst der Vereinigten Staaten. Während des Großen Schneesturms von 1888 an der Ostküste der USA stieg er bei Windgeschwindigkeiten von bis zu 120 km/h auf den Turm der Wetterwarte, um ein eingefrorenes Anemometer wieder in Gang zu bringen, das an der Spitze einer 7,5 m hohen Stange angebracht war, und machte damit die Aufzeichnung der Windgeschwindigkeit erst möglich.
Trotz seiner traumatischen Erlebnisse in der Arktis nahm Long an zwei weiteren US-amerikanischen Expeditionen teil. Der Unternehmer William Ziegler (1843–1905), der mit Backpulver ein Vermögen verdient hatte, stattete Evelyn Briggs Baldwin mit erheblichen finanziellen Mitteln für die Eroberung des Nordpols aus. Francis Long war als Meteorologe unter den 42 Männern, die sich 1901 nach Franz-Josef-Land aufmachten. Die Baldwin-Ziegler-Expedition erreichte ihr Ziel nicht, da Baldwin nicht einmal den Versuch eines Vorstoßes zum Nordpol unternahm. Der verärgerte Ziegler schickte 1903 eine weitere Expedition unter der Leitung von Baldwins Stellvertreter Anthony Fiala aus. Auch diesmal kam man bei drei Versuchen nicht über den 82. nördlichen Breitengrad hinaus. Unter der Leitung des Geologen William John Peters (1863–1942) wurde aber ein breit angelegtes wissenschaftliches Programm absolviert, an dem Long wieder als Wetterbeobachter beteiligt war. Er nahm vollständige Beobachtungsreihen (Temperatur, Luftdruck, Niederschlagsmenge, Windrichtung und -geschwindigkeit, Bewölkung) im Camp Abruzzi auf der Rudolf-Insel von September 1903 bis April 1904 und in der Cape Flora Station auf der Northbrook-Insel von Mai 1904 bis Juli 1905 auf.
Francis Long blieb bis zu seinem Lebensende beim Wetterdienst in New York und stieg bis zum Chief Forecaster auf. 1916 erlitt er an seinem Schreibtisch einen Schlaganfall und starb am 8. Juni im Volunteer Hospital. Er wurde am 11. Juni auf dem Evergreen Cemetery in Brooklyn bestattet.
Francis Long war verheiratet. Seinen Sohn nannte er Adolphus nach seinem früheren Kommandanten, seine Tochter Cape Sabine nach dem Ort seiner Rettung.

## Schriften
- An Arctic Bear Hunt. In: Rudolf Kersting (Hrsg.): The White World, Lewis, Scribner & Co., New York 1902, S. 99–108 (englisch, Online).